# Pădurar

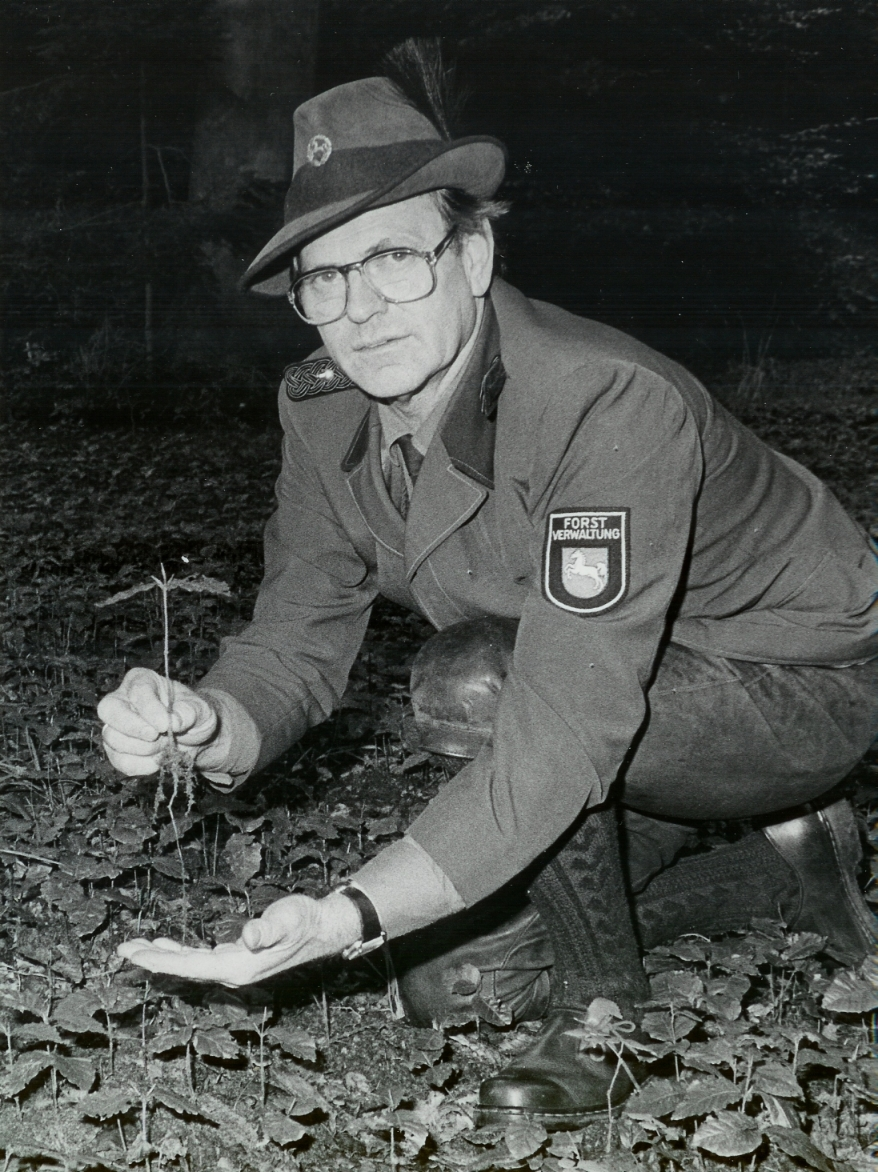
Pădurar vest-german

Pădurarul este o persoană însărcinată cu paza unei păduri și care se ocupă de îngrijirea acesteia.
În Austria, Elveția sau România, este o funcție de stat care se obține după terminarea unei școli silvice.
În Germania actuală, pădurarul (Wildhüter) este un lucrător de pădure care, pe lângă funcția de îngrijire a pădurii, este însărcinat și cu lucrări de defrișare.
În România, pădurarul aparține de Ocolul Silvic, fiind subordonat tehnicianului și inginerului silvic, angajați ai Romsilvei. 
În desenele animate, pădurarul american a fost redat copiilor în persoana domnului Smith din franciza americană de lungă durată Ursul Yogi, dar și a domnului Rangerfield, din emisiunea Kwicky Koala (1981), ca exemple. 